# بیمه حوادث
بیمه حوادث (انگلیسی: Accident insurance) نوعی از بیمه است که در صورت بروز حادثه‌ای منجر به جراحت فرد بیمه‌شده، مبلغی مستقیماً به بیمه‌گذار پرداخت می‌شود. بیمه‌گذار می‌تواند این مبلغ را هر طور که صلاح بداند خرج کند. بیمه حوادث مکمل بیمه درمانی است و جایگزین آن نیست. در حالی که حوادث و علل آنها بسیار متنوع است، تعریف کلی حادثه یک اتفاق ناگوار است که به‌طور غیرمنتظره و ناخواسته رخ می‌دهد و معمولاً منجر به آسیب یا جراحت می‌شود. شرکت‌های بیمه حوادث ممکن است حوادث را در بیمه‌نامه‌های خاص خود به گونه‌ای متفاوت تعریف کنند.
هر بیمه‌گری فهرستی از رویدادها و شرایط را دارد که حق بیمه‌گذار را برای دریافت مزایای حادثه باطل می‌کند. به عنوان مثال، بیمه‌نامه‌های حوادث ممکن است پوشش صدمات وارده به بیمه‌شده در حالی که او مست یا در حال ارتکاب یک عمل غیرقانونی بوده است را مستثنی کنند. بیمه حوادث بخشی از دسته‌بندی محصولات بیمه‌ای است که برای مدیریت هزینه‌های مراقبت‌های پزشکی طراحی شده‌اند. انواع دیگر بیمه در این دسته شامل بیمه درمانی، بیمه ازکارافتادگی، و بیمه فوت و نقص عضو تصادفی است. بیمه حوادث در دسته‌ای متمایز از بیمه مسئولیت یا بیمه اموال قرار می‌گیرد.
بیمه حوادث مکمل بیمه درمانی است اما جایگزین آن نیست. در صورت بروز حادثه‌ای منجر به جراحت، بیمه‌گذار بیمه درمانی ممکن است همچنان مسئول پرداخت هزینه‌هایی باشد. این هزینه‌ها می‌تواند شامل فرانشیز، کسورات و هزینه‌های سهم بیمار باشد که بیمه‌گذار باید قبل از پرداخت هرگونه مزایا توسط شرکت بیمه درمانی، آنها را بپردازد. در نیمه اول سال ۲۰۱۸، تقریباً نیمی از آمریکایی‌هایی که بیمه درمانی داشتند، برنامه‌های با کسر بالا داشتند — برنامه‌هایی که برای یک بیمه‌گذار انفرادی، حداقل ۱۳۵۰ دلار کسر داشتند. بدون بیمه حوادث، بیمه‌گذار مسئول پرداخت کامل این مبلغ (به علاوه فرانشیز و هرگونه هزینه خارج از شبکه) بود، قبل از اینکه بیمه درمانی شروع به پرداخت هزینه‌های مراقبت کند.
مانند بیمه حوادث، بیمه ازکارافتادگی نیز در صورت آسیب دیدن بیمه‌شده به روشی که تحت پوشش بیمه‌نامه قرار گیرد، مستقیماً به او پرداخت می‌کند. با این حال، بیمه ازکارافتادگی تنها در صورتی پرداخت می‌کند که جراحت مانع از کار بیمه‌شده شود. مزایای بیمه حوادث صرف نظر از اینکه بیمه‌شده در نتیجه حادثه کار را از دست بدهد یا خیر، پرداخت می‌شود. در صورت فوت تصادفی، بیمه فوت و نقص عضو تصادفی، که اغلب با "AD&D" کوتاه می‌شود، مزایایی را علاوه بر هرگونه بیمه عمر بیمه‌شده پرداخت می‌کند. مرگ‌های تصادفی سومین علت اصلی مرگ و میر در ایالات متحده هستند. برخی از بیمه‌نامه‌های حوادث شامل مزایایی برای فوت و نقص عضو تصادفی نیز می‌شوند.